# 마르시우 지오구
마르시우 지오구 로바투 호드리게스(포르투갈어: Márcio Diogo Lobato Rodrigues, 1985년 9월 22일, 피네이루-MA) 또는 마르시우 지오구는 브라질의 축구 선수이다. K리그 등록명은 마르시오이다.